# Calle San Vicente (Oviedo)
La calle San Vicente es una vía pública de la ciudad española de Oviedo.

## Descripción
La vía, que ha ostentado varios títulos a lo largo de la historia, debe el actual al monasterio de aquella advocación. Nace de la calle Canóniga, donde conecta con San José, y discurre hasta llegar a la  confluencia de Jovellanos con Azcárraga, donde entronca con Martínez Vigil. Tiene cruces con la Corrada del Obispo y la plaza Feijóo. Aparece descrita en El libro de Oviedo (1887) de Fermín Canella y Secades con las siguientes palabras:

San Vicente.—Debe su nombre al primitivo convento ovetense, y en siglos últimos se llamó calle de San Benito. Recibió también antiguamente los nombres de barrio de la Chantria—por la casa del Chantre donde principiaba—y de la Iglesia. La casa núm. 4, llamada de los Deanes, aun conserva escudos de las últimas dignidades, que la renovaron sobre fábrica más vieja, á juzgar por primitivos restos arquitectónicos que allí se conservan, y por una caja con inscripción allí encontrada y que el Sr. Vigil remitió al Museo arqueológico nacional. Frente está la llamada puerta de la Lonja, como se nombra en actas capitulares la salida que por el E. tienen las dependencias de la Catedral.—Ent.: Alvarez Acebedo.—Conc.: Jovellanos.
(Canella y Secades, 1887, p. 126)